# Presbytis hosei
Presbytis hosei är en primat i familjen markattartade apor som förekommer endemisk på Borneo. Artepitet hosei syftar på den brittiska zoologen Charles Hose.

## Utseende
Kroppslängden ligger mellan 48 och 56 cm och därtill kommer en 65 till 84 cm lång svans. Hannar är med en genomsnittlig vikt av 6 till 7 kg något tyngre än honor som når 5,5 till 6 kg. Arten har en jämförelsevis smal kroppsbyggnad. Pälsen är allmänt grå på ryggen, vit på buken och bröstet samt svart vid händer och fötter men varierar beroende på underart. Ansiktet är rosa med mörka mönster på kinderna.

## Utbredning och habitat
Presbytis hosei är bara känt från Borneo där de olika underarterna vistas i öns norra och östra delar. Habitatet utgörs av regnskogar och andra skogar mellan 1 000 och 1 300 meter över havet samt i viss mån av jordbruksmark.

## Ekologi
Arten är främst aktiv på dagen och vistas huvudsakligen i träd. De lever i grupper av 6 till 8 individer (ibland 12) som vanligen består av en hanne, några vuxna honor och deras ungar.
Födan utgörs främst av blad men den äter även andra växtdelar som frukter, frön och blommor samt i viss mån fågelungar och fågelägg. Ibland kommer de ner till marken för att slicka mineraler.
Honor föder normalt bara ett ungdjur per dräktighet. Ungar avvänjas efter ungefär ett år och är könsmogna efter 4 till 5 år.

## Underarter och bevarandestatus
Allmänt skiljs mellan fyra underarter.
- P. h. hosei, listas med kunskapsbrist (DD).
- P. h. canicrus, listas som starkt hotad (EN).
- P. h. everetti, listas som sårbar (VU).
- P. h. sabana, listas som starkt hotad (EN).

Presbytis hosei är mycket utsatt för jakt för köttets och besoar skull. Dessutom antas att utbredningsområdet minskade med 30 till 50 procent under de gångna 30 åren. IUCN listar hela arten som sårbar (VU).